# Sektorwehr

Schematische Darstellung Sektorwehr

Das Sektorwehr gehört zu den beweglichen Wehren mit überströmbarem Verschluss. Ein Sektorwehr besteht aus einer runden Stauwand, die mit dem Ablaufrücken verbunden ist. Dieser Verschluss wird unterwasserseitig drehgelagert und durch eine ventilgesteuerte Verbindung der Sektorkammer (auch Ballastkammer genannt) mit dem Oberwasser, wird der Verschlusskörper infolge des entstehenden Kammerdrucks angehoben. Der Verschlusskörper wird bei Sektorwehren meist komplett hydraulisch, also durch das einfache Öffnen oder Schließen der Ventile gesteuert. Das Sektorwehr, das sich aus dem Doppelklappenwehr (Bärenfallwehr) entwickelt hat, unterscheidet sich vom Segmentwehr dadurch, dass es einen Hohlkörper besitzt und im Vergleich zum Segmentwehr mindestens zwei geschlossene Wände aufweist. Ferner wird das Segmentwehr meist unterströmt, das Sektorwehr aber überströmt.
Ein Sektorwehr eignet sich besonders bei mittleren Stauhöhen und sehr großen Stauweiten. Ein Sektorwehr bedarf zwar eines besonders aufwändigen Wehrunterbaus und einer aufwändigen Steuerung, fügt sich aber gut ins Landschaftsbild ein, da es keine Aufbauten oder sichtbare Antriebe gibt.
Das Sektorwehr hat von der Funktionsweise und dem Bau sehr große Ähnlichkeit zum Anfang des 19. Jahrhunderts in Amerika viel verwendeten Trommelwehr. Der Unterschied zwischen Trommelwehr und Sektorwehr ist, dass der dreieckförmige Schwimmkörper beim Sektorwehr unterwasserseitig drehgelagert ist und das Trommelwehr oberwasserseitig drehgelagert ist.